# Lindsaeaceae
Lindsaeaceae породица је папрати, која је распрострањена по свим континентима. Постоји укупно 250 копнених и епифитских врста.

## Родови
1. Sphenomeris Maxon (3 spp.)
2. Odontosoria (C. Presl) Fée (35 spp.)
3. Nesolindsaea Lehtonen & Christenh. (2 spp.)
4. Osmolindsaea (K. U. Kramer) Lehtonen & Christenh. (7 spp.)
5. Tapeinidium (C. Presl) C. Chr. (19 spp.)
6. Xyropteris K. U. Kramer (1 sp.)
7. Lindsaea Dryand. (183 spp.)
8. ×Lindsaeosoria W. H. Wagner (0 sp.)